# Allyn Rachel
Allyn Rachel es una actriz, escritora y comediante estadounidense, conocida por sus papeles en una variedad de comerciales nacionales y como la voz de "Bee" en la serie animada de Netflix, Bee and PuppyCat.

## Vida y carrera
Allyn nació en Pikesville, Maryland, asistió a The Park School of Baltimore y empezó a hacer teatro en el Center Stage de Maryland cuando aún estaba en la escuela secundaria. Luego se graduó de la Tisch School of the Arts en la Universidad de Nueva York, con un BFA en Drama.
En 2011, Allyn fue seleccionada para actuar en New Faces: Characters Showcase en el Just For Laughs Comedy Festival en Montreal. Casi al mismo tiempo, comenzó a aparecer en varios comerciales nacionales muy difundidos (Toyota, eBay, McDonald's, Walmart, IHOP, Dish Network, por nombrar algunos).
Allyn es una intérprete habitual de comedia de sketches en el Upright Citizens Brigade Theatre de Los Ángeles.
Ella es la voz de "Bee" en la serie animada de Netflix Bee and PuppyCat, creada a través de Cartoon Hangover de Frederator Studios.

## Filmografía

### Película
| Año  | Título                            | Papel              | Notas        |
| ---- | --------------------------------- | ------------------ | ------------ |
| 2014 | A Million Ways to Die in the West | Chica salvaje      |              |
| 2014 | Million Dollar Arm                | Theresa            |              |
| 2016 | Loudini                           | Sandy              | Cortometraje |
| 2017 | Kong: La Isla Calavera            | Secretaria O'Brien |              |
| 2018 | Familia al instante               | Kim                |              |
| 2020 | Valley Girl                       | Rachel Donahue     |              |

### Televisión
| Año           | Título                            | Papel         | Notas                                                                          |
| ------------- | --------------------------------- | ------------- | ------------------------------------------------------------------------------ |
| 2011          | Workaholics                       | Novia         | Episodio: "Karl's Wedding"                                                     |
| 2012          | Weeds                             | Monica        | 4 episodios                                                                    |
| 2013–presente | Bee and PuppyCat                  | Bee (voz)     | 16 episodios                                                                   |
| 2013–2014     | Comedy Bang! Bang!                | Darla Gardner | Episodio: "Rainn Wilson Wears a Short Sleeved Plaid Shirt & Colorful Sneakers" |
| 2013–2014     | Comedy Bang! Bang!                | Fanática      | Episodio: "Dane Cook Wears a Black Blazer & Tailored Pants"                    |
| 2014          | New Girl                          | Rachael       | Episodio: "Sister"                                                             |
| 2014          | Selfie                            | Bryn          | 5 episodios                                                                    |
| 2015          | Togetherness                      | Head Hipster  | Episodio: "Kick the Can"                                                       |
| 2015          | Your Pretty Face Is Going to Hell | Joanna        | Episodio: "True Love Will Find You"                                            |
| 2016–2017     | The Good Place                    | Betsy         | 2 episodios                                                                    |